# HJ Lubricators
HJ Lubricators A/S (tidligere Hans Jensen Lubricators) er en dansk fremstillingsvirksomhed med hovedsæde i Hadsund.
Virksomheden fremstiller og service af cylindersmøresystemer til totaktsmotorer. HJ Lubricators er en familieejet virksomhed der blev grundlagt i København i 1917. Adm. direktør Rasmus Peter Jensen er fjedre generation i spidsen for virksomheden.
I 2013 modtog HJ Lubricators Kong Frederik IX's hæderspris for fortjenstfuldt eksportarbejde.
HJ Lubricators har salgsafdelinger i Singapore og Shanghai i Kina.
Selskabskapitalen var i 2018 på 8 millioner. Virksomheden beskæftiger 100 medarbejdere.

## Historie
I 1917 blev HJ Lubricators stiftet på Kastrupvej i København.
I 1938 blev der bygget nyt domicil på Messinavej og Øresundvej på Amager.
I 1967 blev der pladsproblemer på Messinavej. Herefter blev der etableret en mindre fabrik på Smedevænget i Hadsund, som blev taget i brug i 1970.
I 1972 flyttede HJ Lubricators alle aktiviteter fra Messinavej i København og samlede virksomheden på Smedevænget i Hadsund.
I 1978 blev der pladsproblemer på Smedevænget og der blev opført ny produktionshal til den eksisterende fabrik. Samtidig blev administrationen også udvidet.
I 1991 blev der igen pladsproblemer og bygget en ny montagehal til de eksisterende bygninger.
I 1998 udvides produktionen og administrationen. Bygningerne var i 1970 på 500 m² efter udvidelsen i 1998 kom de op på 4000 m².
I 2011 blev der atter pladsproblemer på Smedevænget. Nabogrunden blev opkøbt, hvor der blev bygget en ny bygning, der skulle huse salgsafdeling, reception, kantine samt mødelokaler.
I 2017, fejrede virksomheden sit 100 års jubilæum i Hadsund. Samme dag blev den nye vej til Bostedet Hadsund ved Molhøj opkaldt efter Kjeld Hans Jensen som i sin tid flyttede virksomheden til Hadsund i 1972. Vejen fik navnet Kjeld H. Jensens Vej.

## Administrerende direktører
- 1917-1947 Hans Peter Jensen
- 1947-1987 Kjeld Hans Jensen Lubricators
- 1987-2012 Hans Peter Jensen
- 2012-2022 Rasmus Hans Jensen[9]
- 2022- Anders Egehus[10]